# Ameur Mahieddine
Ameur Mahieddine (1951 - 12 février 2010) est un journaliste algérien, ancien directeur général du quotidien arabophone El Khabar. 